# موال

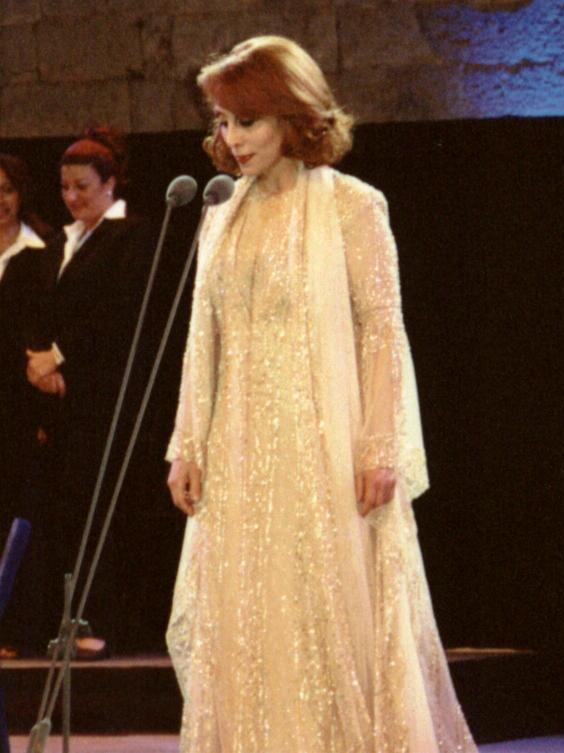
مغنية لبنانية صاحبة صوت مميز

الموّال هو نوع من أنواع الشعر العربي المعروف منذ زمن طويل.

## التاريخ
هناك العديد من الترجيحات في أصل الموال حيث ينسبه السيوطي في كتاب شرح الموشح إلى عصر هارون الرشيد حينما أصر على جواريه أن يرثين وزيره جعفر البرمكي بعد بطشه به، فرثته جارية تدعى المواليا حيث قالت:
أين الذين حموها بالقنا والترس
قالت تراهم رمم تحت الأراضي الدرس
سكوت بعد الفصاحة ألسنتهم خرس»
و قد شاع بعدها هذا النمط عند موالي آل برمك. في حين أن صفي الدين الحلي وعبد الكريم العلاف في كتابه الموال البغدادي ينسبانه إلى فينسبونه إلى أهالي واسط في العراق. كما أن صفي الدين الحلي يقول ان الموال هو من البحر البسيط صوتاً على قاعدة البحر العريض وقد استمر الموال بهذه الطريقة حتى القرن الثامن الهجري حيث ظهر الموال الذي يستخدم اللهجة العراقية الدارجة وما تلاها من تفرع الموال في القرن الحادي عشر إلى ثلاثة أنواع أخرى هي الرباعي والأعرج والنعماني.

## أنواع الموال
- السداسي المصري: ويتكون في الأربع شطور الأولى من قافية معينة وفي الشطر الخامس قافية مختلفة، ثم يأتي الشطر السادس والأخير بنفس قافية الأشطر الأربع الأول
- السبعاوي العراقي: ويسمى أيضاً بالبغدادي لأن أهالي بغداد هم من أوجدوه ونشروه، ويسمى في سورية بالموال الشرقاوي، تكون فيه الأشطر الثلاث الأول من قافية والأشطر الثلاث الباقية من قافية أخرى أما الشطر السابع فتكون له نفس قافية الشطر الأول في الأبيات الستة الأولى بحيث يكدس المغني همومه ويلتمس التنفيس عند المد والقفلة في الشطرالسابع.
- النغم الحجازي :ويطلق عليه أيضا مجس حجازي وقد ازدهر المجس في مدن الحجاز وتهامة : مكة والمدينة المنورة وجدة، وهو لون تراثي عريق. ويغنى من بيتين أو أربعة أبيات أو سبعة أبيات.

كما توجد أنواع كثيرة من المواويل كالثماني والتسعاوي والعشراوي، وفي جميع هذه المواويل يراعى الطباق والجناس والزخرفة اللفظية في نظمها.